# Fannia nepalensis
Fannia nepalensis är en tvåvingeart som beskrevs av Nishida 1991. Fannia nepalensis ingår i släktet Fannia och familjen takdansflugor.
Artens utbredningsområde är Nepal. Inga underarter finns listade i Catalogue of Life.